# Тешановці
Тешановці (словен. Tešanovci) — поселення в общині Моравське Топлице, Помурський регіон, Словенія. Висота над рівнем моря: 185,1 м.